# Леонард (Мічиган)
Леонард (англ. Leonard) — селище (англ. village) в США, в окрузі Окленд штату Мічиган. Населення — 377 осіб (2020).

## Географія
Леонард розташований за координатами 42°51′55″ пн. ш. 83°8′33″ зх. д. / 42.86528° пн. ш. 83.14250° зх. д. (42.865141, -83.142468).  За даними Бюро перепису населення США в 2010 році селище мало площу 2,48 км², уся площа — суходіл.

## Демографія
Згідно з переписом 2010 року, у селищі мешкали 403 особи в 153 домогосподарствах у складі 114 родин. Густота населення становила 162 особи/км².  Було 162 помешкання (65/км²).
Расовий склад населення:
| - 97,5 % — білих - 1,0 % — корінних американців - 0,2 % — чорних або афроамериканців |

До двох чи більше рас належало 0,5 %. Частка іспаномовних становила 2,2 % від усіх жителів.
За віковим діапазоном населення розподілялося таким чином: 24,6 % — особи молодші 18 років, 62,7 % — особи у віці 18—64 років, 12,7 % — особи у віці 65 років та старші. Медіана віку мешканця становила 39,9 року. На 100 осіб жіночої статі у селищі припадало 107,7 чоловіків;  на 100 жінок у віці від 18 років та старших — 101,3 чоловіків також старших 18 років.
Середній дохід на одне домашнє господарство  становив 66 326 доларів США (медіана — 49 688), а середній дохід на одну сім'ю — 79 902 долари (медіана — 64 107). Медіана доходів становила 60 750 доларів для чоловіків та 50 000 доларів для жінок. За межею бідності перебувало 10,5 % осіб, у тому числі 13,5 % дітей у віці до 18 років та 3,3 % осіб у віці 65 років та старших.
Цивільне працевлаштоване населення становило 166 осіб. Основні галузі зайнятості: виробництво — 22,3 %, освіта, охорона здоров'я та соціальна допомога — 21,1 %, науковці, спеціалісти, менеджери — 12,7 %, мистецтво, розваги та відпочинок — 7,2 %.